# Tamka-Kałęczyn

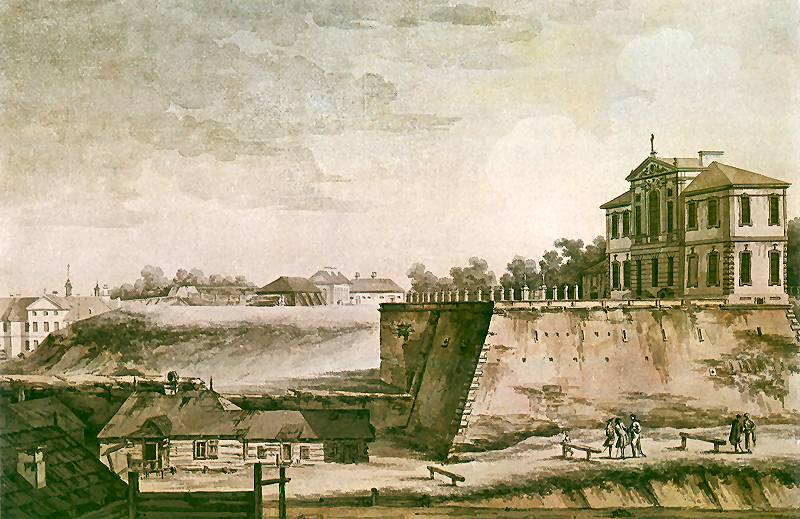
Zygmunt Vogel, Widok pałacu Ordynackiego i klasztoru św. Kazimierza, 1785 (po lewej stronie klasztor szarytek)

Tamka-Kałęczyn – jurydyka założona w 1659 roku na gruntach Kałęczyna przez siostry szarytki. 

## Opis
W 1659 królowa Maria Ludwika sprowadziła do Polski z Francji siostry miłosierdzia św. Wincentego á Paulo, które u podnóża Zamku Ostrogskich zakładają przytułek dla sierot pod wezwaniem Św. Kazimierza. Budynki szpitala, kaplica, klasztor i gospodarcze wzniesione zostały wzdłuż wąskiej drogi, a grunty stanowiące uposażenie klasztoru wzdłuż tej drogi zostały rozparcelowane wśród osadników, tworząc jurydykę. Budynki rozlokowane były równolegle do drogi. W 1743 po raz pierwszy wymieniana jest nazwa Tamka - przyjęta od licznych grobli i tam na terenie podmokłym, przez który przechodziła droga ze Starej Warszawy na Solec. Teren jurydyki obejmował późniejsze ulice Tamka, Czerwonego Krzyża i Solec.
Tak jak pozostałe warszawskie jurydyki została zniesiona w 1791 roku przez ustawę – Prawo o miastach, która zaczęła obowiązywać od 1794 roku.